# Кімната вбивств
«Кімната вбивств» (англ. The Kill Room) — американський чорнокомедійний кримінальний трилер 2023 року режисерки Ніколь Паоне за сценарієм Джонатана Джейкобсона. Світ мистецтва зустрічається зі злочинним світом, коли схема відмивання грошей випадково перетворює вбивцю на сенсацію авангарду. У головних ролях: Ума Турман, Джо Манганьєлло, Мая Гоук, Дебі Мейзар, Дрі Гемінгвей, Семюел Л. Джексон і Лів Морган. Фільм випущений компанією Shout! Studios 28 вересня 2023 року, приязно сприйнятий критиками, але провалився в прокаті.

## Акторський склад
- Ума Турман — Патріс, власниця мистецької галереї
- Джо Манганьєлло — Реджі, найманий убивця, художник
- Семюел Л. Джексон — Гордон, куратор Реджі, власник пекарні
- Мая Гоук — Грейс, художниця
- Дебі Мейзар — Кімоно (Максим Вудс), авторитетна журналістка
- Дрі Гемінгвей — Аніка, власниця мистецької галереї
- Джордон Болден — Метью, друг Аніки
- Кенді Баклі — місис Гелвінсон, колекціонерка
- Ларрі Пайн — доктор Гелвінсон, колекціонер
- Дженніфер Кім — Мей Лі, консультантка багатих колекціонерів
- Емі Кеум — Леслі, стажистка в галереї Патріс
- Метью Махер — Нейт, наркодилер Патріс
- Лів Морган — Емма, колекціонерка
- Зора Касебере — Ферн Девіс, художниця
- Том Печінка — Антон, лідер злочинного угруповання
- Ніколай Цанков — Андрій, батько Антона
- Ноам Шапіро — Деніс, бойовик Антона
- Джеймс Ді Джакомо — Джерсі, другий бойовик Антона
- Маріанна Рендон — Ніколь, сестра Реджі
- Олександр Соковіков — Роман Рашников, кримінальний авторитет світового рівня

## Виробництво
Фільм було анонсовано у квітні 2022 року, на головні ролі запрошені Ума Турман і Семюель Л. Джексон, сценарій написав Джонатан Джейкобсон, а режисером став Ніколь Паоне. У квітні 2022 року було оголошено про запрошення на одну з головних ролей Джо Манганьєлло. У травні 2022 року стало відомо, що Мая Гоук вперше працює разом зі своєю матір'ю Умою Турман. У червні 2022 року було оголошено, що до акторського складу приєдналася борчиня WWE Лів Морган.
Основні зйомки розпочалися в Нью-Йорку та Нью-Джерсі на початку 2022 року. Вони проходили в Гобокені, в коворкінгу мистецької галереї Field Colony, який використовувався як основне місце зйомок. Меблі зняли, а плоскі панелі від підлоги до стелі встановили, щоб відтворити художню галерею «білої коробки». Як другорядне місце зйомок використовувалася художня галерея Novado Gallery в Джерсі-Сіті. Зйомки планувалося завершити в червні 2022 року, але проблеми з погодою призвели до затримки та перенесення в Лаваллетт, штат Нью-Джерсі, в жовтні 2022 року.

## Випуск
У липні 2023 року Shout! Studios придбала права на прокат «Кімнати вбивств» у Північній Америці, фільм випущений у США 28 вересня 2023 року.

## Визнання і нагороди
Фільм «Кімната вбивств» отримав світову прем’єру на 24‑му Вудстокському кінофестивалі 27 вересня 2023 року в Woodstock Playhouse та Orpheum Theatre, де також відбулася сесія питань і відповідей із режисеркою Ніколь Паоне. Стрічка привернула увагу медіа, але не здобула жодних нагород у рамках фестивалю.

## Вирізані сцени
У інтерв’ю для Inside+Out Upstate NY режисерка Ніколь Паоне повідомила, що під час монтажу було вилучено сцену із проведенням спеціальної арт‑події в галереї у Лос‑Анджелесі. Ця сюжетна лінія мала підсилити контраст між світом мистецтва і злочинною діяльністю, але була вирізана через обмеження хронометражу. Паоне зазначила, що сцена мала велику естетичну цінність, однак порушувала динаміку оповіді у фінальній версії картини.